# Alvaneu
Alvaneu (romansz Alvagni) – miejscowość uzdrowiskowa w gminie Albula/Alvra we wschodniej Szwajcarii, w kantonie Gryzonia, w regionie Albula. Leży w Alpach Retyckich, na prawym brzegu rzeki Albula. Alvaneau dzieli się na Alvaneu-Dorf i Alvaneu-Bad. Do 31 grudnia 2014 samodzielna gmina. 

## Historia
Miejscowość wzmiankowana w 1244 r. (pod nazwą Aluenude), a  w 1474 po raz pierwszy wspomniano o siarkowych cieplicach, choć znaleziska rzymskich monet świadczą o tym, że kuracjusze przybywali tutaj już w poprzednich stuleciach. W 1747 r. właściwości tutejszych źródeł termalnych zostały naukowo opisne. 

W 1799 r. gmina Alvaneu jako pierwsza w Gryzonii przegłosowała przyłączenie do Republiki Helweckiej. 

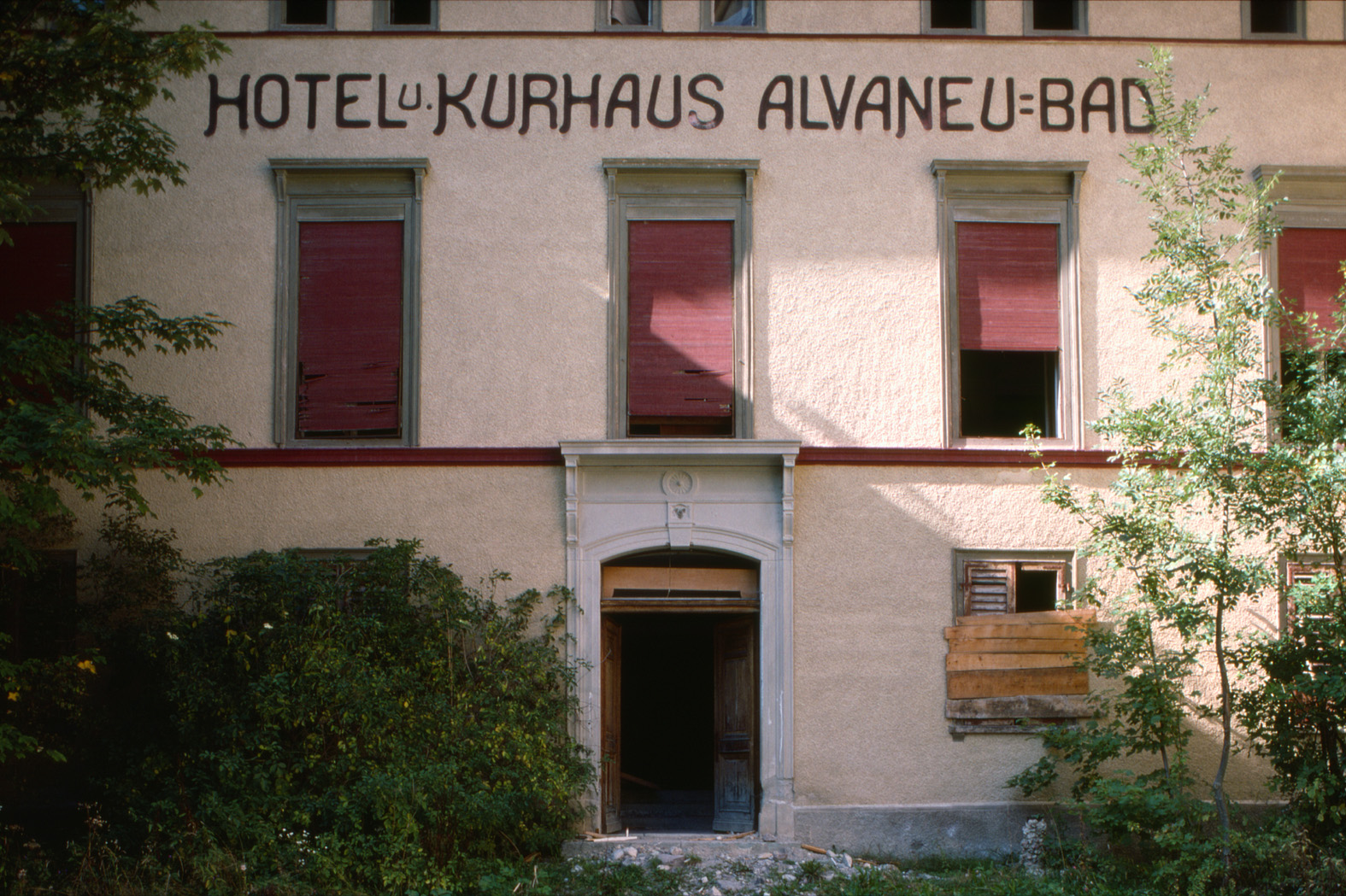
Stary Dom Zdrojowy w Alvaneu-Bad

## Język
Do XIX w. w powszechnym użyciu wśród miejscowej ludności był surmiran – dialekt języka romansz, który jeszcze w 1941 r. deklarowało jako swój pierwszy język 56% mieszkańców. Obecnie dominuje język niemiecki. 

## Komunikacja
Alvaneau jest oddalone 26 km od Davos, 32 km od Chur, 50 km od Sankt Moritz. 
Od 1902 r. funkcjonuje stacja kolejowa Alvaneu na linii z Thusis do Sankt Moritz (wąskotorowa linia znana jako Albulabahn lub Albulalinie, obsługiwana przez Rhätische Bahn).